# Alexis Roger
Alexis-André Roger (* 11. Juni 1814 in Château-Gontier; † 1846) war ein französischer Komponist.
1828 wurde er zum Studium am Conservatoire de Paris zugelassen. Er studierte Harmonielehre bei Victor Dourlen, Kontrapunkt bei Antonín Reicha, Klavier bei Pierre Zimmermann und Orgel bei François Benoist. Seine Kompositionslehrer waren Jean-François Lesueur und Ferdinando Paër.
Nach einer lobenden Erwähnung im Jahr 1838 gewann er 1842 mit der Kantate La Reine flore beim Wettbewerb um den Prix de Rome den Premier Grand Prix. Anfang 1843 trat er seinen mit dem Preis verbundenen zweijährigen Aufenthalt in der Villa Medici in Rom an. Daran schloss sich eine Reise nach Wien und weiter nach Deutschland an, auf der er 1846 zweiunddreißigjährig starb.
Von seinen Werken ist nur eine Violinschule (Grande méthode de violon) überliefert, die 1830 in Paris erschien.
| Personendaten    | Personendaten                            |
| ---------------- | ---------------------------------------- |
| NAME             | Roger, Alexis                            |
| ALTERNATIVNAMEN  | Roger, Alexis-André (vollständiger Name) |
| KURZBESCHREIBUNG | französischer Komponist                  |
| GEBURTSDATUM     | 11. Juni 1814                            |
| GEBURTSORT       | Château-Gontier                          |
| STERBEDATUM      | 1846                                     |